# Pfarrkirche Hinterthiersee

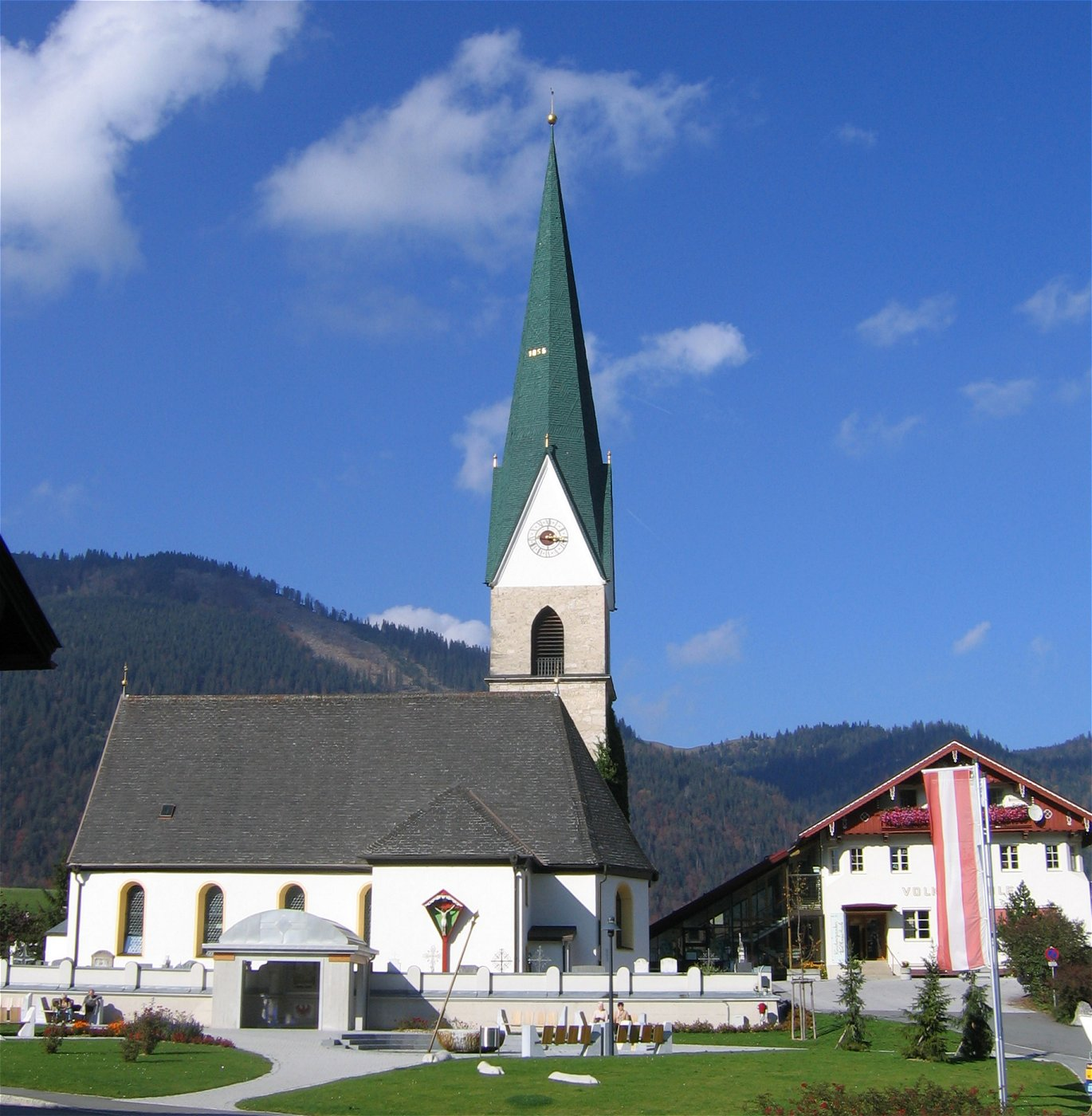
Katholische Pfarrkirche hl. Nikolaus in Hinterthiersee

Die Pfarrkirche Hinterthiersee steht mittig im Ort Hinterthiersee in der Gemeinde Thiersee im Bezirk Kufstein im Bundesland Tirol. Die dem Patrozinium hl. Nikolaus von Myra unterstellte römisch-katholische Pfarrkirche gehört zum Dekanat Kufstein der Erzdiözese Salzburg. Die Kirche, der Friedhof und das Kriegerdenkmal stehen unter Denkmalschutz (Listeneintrag).

## Geschichte
Urkundlich wurde 1435 eine Kirche genannt. 1684 erfolgt ein barocker Um- und Neubau. 1852/1854 wurde der Turm angebaut. Die Kirche wurde 1891 zur Pfarrkirche erhoben.

## Architektur
Der barocke Kirchenbau ist von einem Friedhof umgeben.
Das Kirchenäußere zeigt eine schlichte Fassade mit einem Langhaus und einem gleich breiten Chor. Der gotisierende Turm mit einem Spitzgiebelhelm steht an der Chornordseite.
Das Kircheninnere zeigt ein vierjochiges Langhaus mit einem gleich breiten zweijochigen Chor mit einem Dreiseitschluss unter einem Tonnengewölbe mit Stichkappen. Die Wände haben eine vertikale Gliederung mit Pilastern, Langhaus und Chor sind durch zweischichtige Pilaster und einem Gurtbogen abgegrenzt. Die Fenster sind rundbogig. Die Stukkaturen um 1684 bilden Stuckfelder aus Rechtecken und Dreiecken mit Rosetten und Cherubsköpfchen, die Stichkappengrate zeigen Blattstäbe, die Pilaster sind mit Palmettenbändern gerahmt.

## Ausstattung
Das Kruzifix über dem Hochaltar ist aus der ersten Hälfte des 17. Jahrhunderts, die Figur hl. Nikolaus ist aus dem dritten Viertel des 18. Jahrhunderts. An der Brüstung der neuen Empore gibt es Figürchen der Vier Kirchenväter und Christus Salvator aus der Mitte des 18. Jahrhunderts, die Figürchen wurden von der ehemaligen Kanzel hierher übertragen.

## Glocken
Die Glockenanlage der Kirche St. Niklaus hat vier Bronzeglocken in einem Holzglockenstuhl mit zwei Gefachen und zwei Etagen. Unten links am Eingang zur Glockenkammer Glocke II, darüber Glocke III, rechts unten Glocke I, darüber Glocke IV. Die vier Bronzeglocken wurden von der Glockengießerei Oberascher in Salzburg in den Jahren 1948 und 1949 gegossen. Die Glockenanlage wurde vor wenigen Jahren durch den Einbau eines neuen Glockenstuhles und neuer Holzjoche renoviert.
Gießerzeichen der Glockengießerei Oberascher: Wappenschild, oben mit Darstellung der Hohensalzburg, darunter kleineres Wappen mit stehendem Löwen mit Krone, Glocke und Kanone, Umschrift um das kleinere Wappen, oben: SALZBURG, von links oben runter nach rechts oben: 1670 FRANZ OBERASCHER 1948. Die Glocken haben sechs kreuzförmig angeordnete Kronenhenkel, die mit Gesichtern verziert sind.

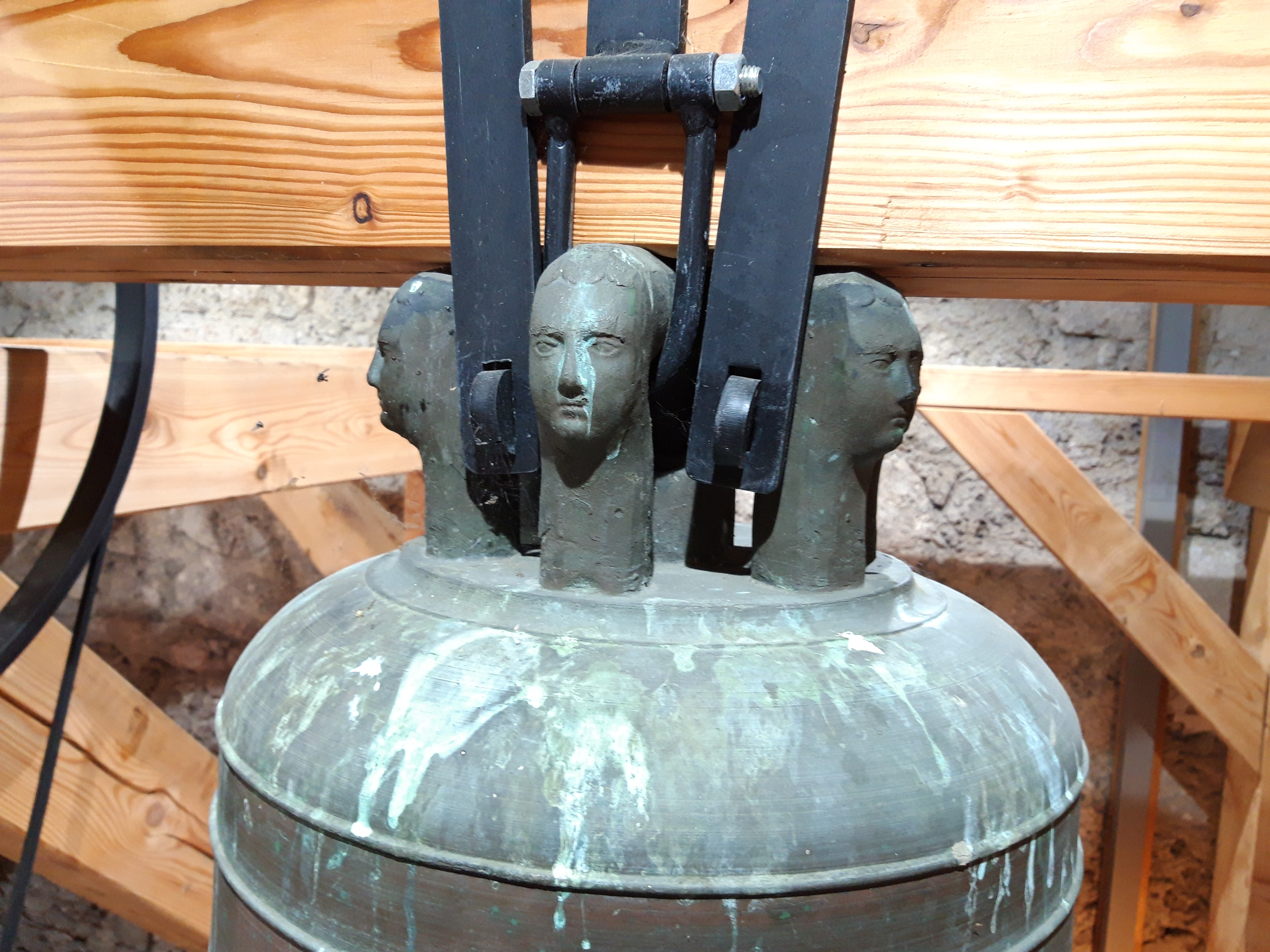
Glockenkrone

| Glocke             | I            | II           | III          | IV           |
| ------------------ | ------------ | ------------ | ------------ | ------------ |
| Name               | Christkönig  | Maria        | Joseph       | Rupertus     |
| Gussjahr           | 1949         | 1948         | 1948         | 1948         |
| Material           | Bronze       | Bronze       | Bronze       | Bronze       |
| Rippenkonstruktion | mittelschwer | mittelschwer | mittelschwer | mittelschwer |
| Durchmesser (mm)   | 1150         | 910          | 760          | 690          |
| Gewicht (kg)       | 850          | 439          | 263          | 188          |
| Schlagton          | f‘-1         | a‘           | c‘‘          | d‘‘          |

### Glockenzier und Inschriften
Glocke I - Christkönig-Glocke
Die Glocke hat an der Schulter auf der Vorderseite zwischen zwei Zierringen folgende Inschrift:
EHRE SEI DEM VATER UND DEM SOHNE UND DEM HEILIGEN GEISTE
auf der Rückseite steht an der Schulter: IHS
Die Flanke trägt vorn eine Herz-Jesu-Darstellung und darunter die Inschrift:
HEILIG, HEILIG, HEILIG

IST UNSER HERR UND GOTT!
Rechts zeigt die Flanke eine Darstellung des hl. Nikolaus mit Bischofsstab, Buch und den drei goldenen Äpfeln,
auf der linke Seite der Flanke eine Darstellung des hl. Andreas mit Andreas-Kreuz. Auf der Rückseite der Glocke 
ist der österreichische (See-)Adler (ohne Schild) zu sehen sowie das Gießerzeichen der Fa. Oberascher.

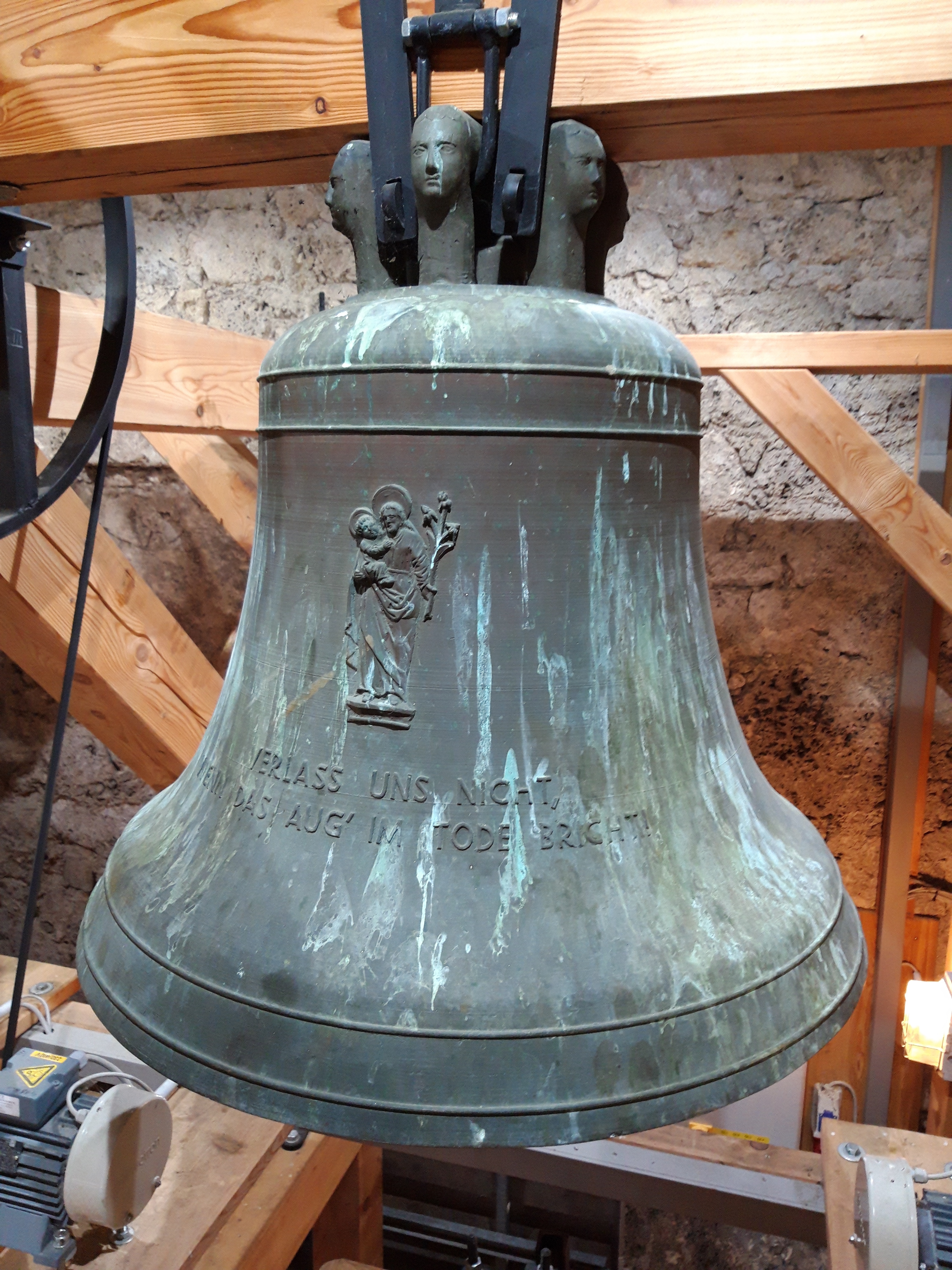
Josef-Glocke: Hl. Josef mit dem Jesus-Kind auf dem Arm und einer Lilie in der Hand

Der Wolm der Glocke trägt zwischen zwei Zierstegen folgende Inschriften: 
- vorn: GEWIDMET CHRISTUS DEM KÖNIG.
- hinten: PFARRGEMEINDE HINTERTHIERSEE

Glocke II - Marienglocke
Schulter: zwei Zierringe und Gießerzeichen auf der Rückseite.
Auf der Flanke der Glocke ist eine Darstellung der Aufnahme Mariens in den Himmel mit Engeln zu sehen; darunter die Inschrift:
FRIEDE DU UNS SENDE

UNHEIL VON UNS WENDE!
Glocke III - Josephsglocke

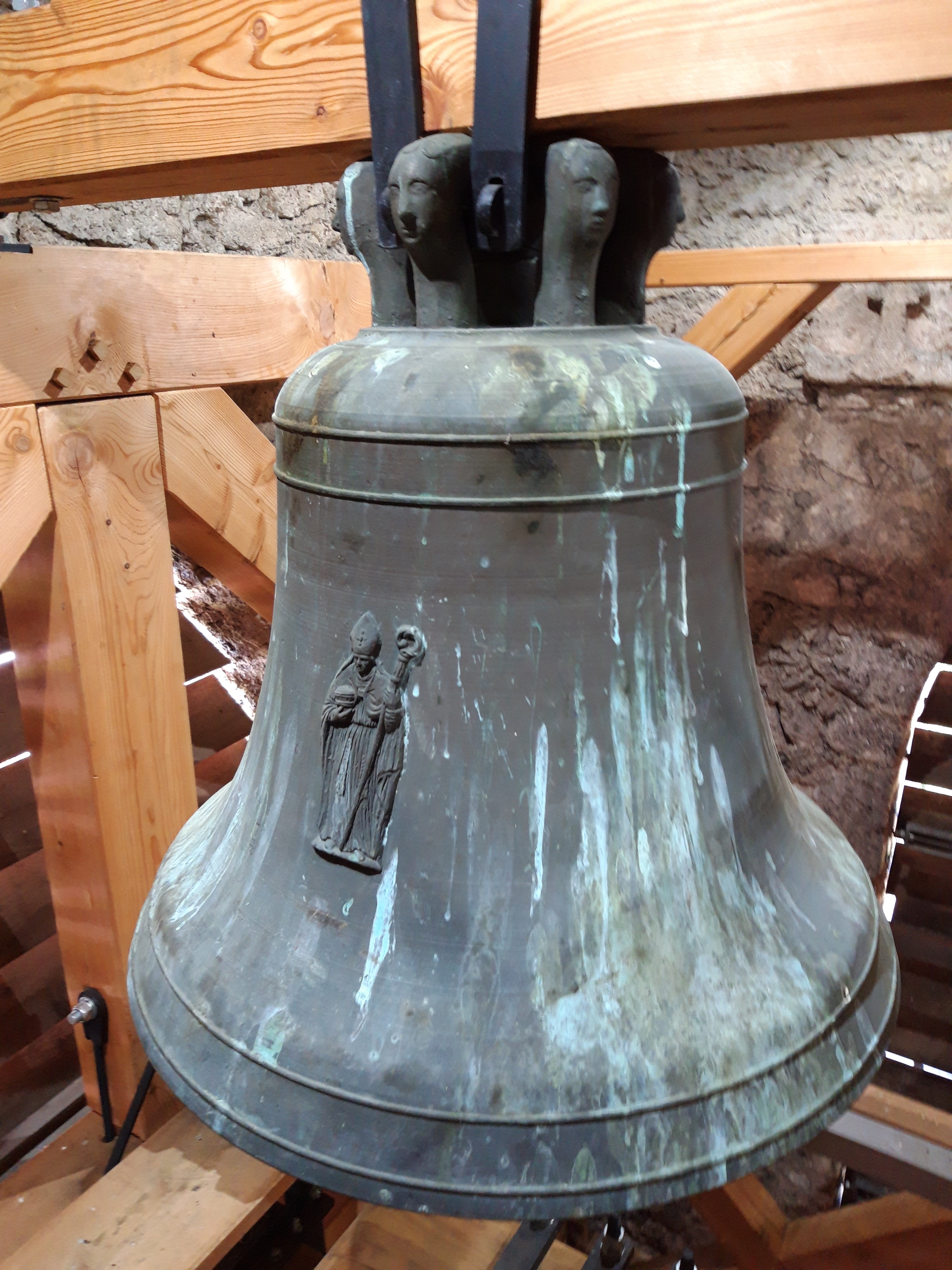
Rupertus-Glocke: Bischof Rupertus mit Salzfass

Die Flanke der Glocke ziert eine Darstellung des hl. Joseph mit Kind und Lilie; darunter die Inschrift:
VERLASS UNS NICHT,

WENN DAS AUG´ IM TODE BRICHT!
Glocke IV - Rupertus-Glocke
Die Glocke zeigt an der Flanke eine Darstellung des hl. Rupertus mit Bischofsstab und Salzfass; darunter die Inschrift:
DAG GRÖSSTE IST DIE LIEBE.